# Hans Jørgen Hansen
Hans Jørgen Hansen (6 ottobre 1879 – 10 dicembre 1966) è stato un hockeista su prato danese.

## Palmarès

### Olimpiadi
- 1 medaglia:
  - 1 argento (Anversa 1920)